# Пьер I д’Оссён
Пьер I д'Оссён (фр. Pierre I d'Ossun; ум. в декабре 1562, Шартр) — французский военачальник, участник Итальянских войн, считавшийся в своё время образцом храбрости.
Сын Роже, сеньора д'Оссёна, и Мадлен д'Арро. Сеньор д'Оссён, д'Эш, де Сен-Люк и пр., дворянин Палаты короля.
Отличился в Неаполитанском походе 1528, служа в роте из 90 копейщиков маршала де Лотрека, из состава Старых отрядов; в 1529 служил под командованием короля Наваррского. В 1535 стал капитаном роты из 100 шеволежеров, участвовал в пьемонтском походе адмирала де Бриона.
В 1537 командовал своей ротой в битве при Теруане. После пленения адмирала д'Аннебо и других командиров, он поспешил в Эден, сменил там лошадей, бросился с отрядом французских шеволежеров вдогонку за неприятелем, настиг имперцев, отступавших в беспорядке, атаковал их, убил большое количество, взял много пленных, и освободил многих из тех, кто был захвачен в начале сражения.
В 1540 был дворянином палаты герцога Шарля Орлеанского, в 1541 направлен в Пьемонт, где командовал ротой жандармов, с которой участвовал во всех делах под командованием маршалов д'Аннебо и Мельфи; в том же году получил губернаторство в Савильяно. Вместе с сеньором де Канталем участвовал в штурме Кераско.
В 1544 особенно отличился в битве при Черизоле, под командованием графа Энгиенского. В качестве награды за службу король Франциск I в 1545 пожаловал д'Оссёна в рыцари ордена Святого Михаила, и назначил его губернатором Турина. В 1547 был утвержден в своих должностях и званиях королём Генрихом II. Оставался на посту губернатора Турина до эвакуации Пьемонта в 1559, после заключения Като-Камбрезийского мира. По словам Брантома, в Пьемонте ходила поговорка: «Храни нас Бог от мудрости господина де Терма и храбрости господина д'Оссёна».
В 1555 король назначил его командиром ордонансовой роты из 50 чел., а в следующем году пожаловал пенсион в 2500 ливров.
В жалованных грамотах 1559 и 1560, предоставлявших землям Мирамон и Эш право устраивать ярмарки, Пьер д'Оссён назван «любимым и преданным кузеном» (Amé & Féal Cousin). В 1562 командовал ротой в Лувре, был назначен лагерным маршалом (первое жалование получил 1 апреля) в армию короля Наваррского. Участвовал в осадах Буржа и Руана, а затем в битве при Дрё 19 декабря. В этом сражении д'Оссёна, знаменитого своей вошедшей в поговорку храбростью, охватил панический страх, и он бежал с поля боя. Через несколько дней скончался в глубокой депрессии, уморив себя голодом, поскольку не мог пережить такого бесчестия.
По словам Брантома, д'Оссён даже этим прославил себя, так как с поля битве при Дрё бежали многие грансеньоры и их подчиненные, но ни один из них не умер от позора и тоски.

## Семья
Жена (31.12.1549): Жанна де Рокфёй, дочь Шарля де Рокфёя, сеньора де Бланкефора, вдова Антуана де ла Роша, сеньора де Фонтениля.
Дети:
- Антуан д'Оссён. Умер на королевской службе
- Пьер II д'Оссён (ум. 1580). Жена: Жанна д'Эспань, дочь Жака-Матье д'Эспаня, сеньора де Сейя, Толозана и Панассака, и Катрин де Нарбонн
- Эктор д'Оссён (ум. 1569). Погиб в битве при Жарнаке
- Генриетта д'Оссён. Муж 1): Антуан де Ла Ривьер, виконт де Лабатю, сенешаль Бигорры; 2): Роже де Монтескью, виконт де Садирак
- Марта д'Оссён. Муж 1) (1581): Анне де Ла Ривьер-Лабатю; 2): Шарль де Дюрфор, барон де Кастельбажак